# Diphucephala nitidicollis
Diphucephala nitidicollis är en skalbaggsart som beskrevs av Macleay 1886. Diphucephala nitidicollis ingår i släktet Diphucephala och familjen Melolonthidae. Inga underarter finns listade i Catalogue of Life.